# Pierre Varenne (écrivain)
Pour les articles homonymes, voir Pierre Varenne.
Pierre Varenne est un romancier, journaliste et librettiste français né le 3 mai 1892 à Rouen et mort le 31 décembre 1961 à Paris 16e.

## Biographie

### Jeunesse et études
De son vrai nom Pierre Georges Battendier, il naît le 3 mai 1892 à Rouen de Charles Auguste Battendier, représentant de commerce, et de l'écrivaine Désirée Joséphine Poutrel dite Annie de Pène (1871-1918). Il a une sœur, Germaine (1890-1983), qui deviendra également romancière sous le nom de Germaine Beaumont. Leurs parents divorcent en 1898, et leur mère perd alors leur garde. Elle meurt vingt ans plus tard, lors de l'épidémie de grippe espagnole, à Paris où elle s'était fait connaître comme journaliste.
Après des études au lycée Corneille de Rouen puis au Conservatoire de Paris, le jeune Pierre débute comme journaliste à Rouen Gazette et à La Dépêche de Rouen.

### Mort
Pierre Varenne meurt le 31 décembre 1961 dans le 16e arrondissement de Paris, à l'âge de 69 ans.

### Vie privée
Le 11 août 1932, Pierre Varenne épouse Yvonne Berthe Guillet (1896-1971), artiste lyrique, à la mairie du 16e arrondissement de Paris.

## Œuvres

### Théâtre, opérettes et revues
- 1923 : Bonjour, revue, La Boîte à Fursy[5]
- 1926 : Le Roi des Schnorrers, comédie musicale d'Israel Zangwill et Pierre Varenne, musique d'Octave Crémieux, théâtre Garnier (Monte-Carlo)
- 1927 : Ketty boxeur, opérette en 3 actes de Luc Morinier et Pierre Varenne, musique de Gaston Gabaroche, théâtre de la Potinière
- 1930 : Enlevez-moi !, comédie musicale en trois actes, de Pierre Varenne et Henri Hallais, musique de Gaston Gabaroche, Comédie-Caumartin (4 octobre)
- 1933 : Katinka, opérette d'André Barde, Pierre Varenne et Robert Delamare, musique de Louis Lajtai et

Adolphe Gauwin, théâtre de l'Empire
- 1936 : Figaro 36, opérette de Robert Dieudonné, lyrics de Pierre Varenne, musique de Raoul Moretti, ABC
- 1941 : L'École buissonnière, opérette de Pierre Varenne et Saint-Granier, musique de Georges van Parys, théâtre des Nouveautés (22 juin)[7]
- 1945 : La Revue des Capucines de Pierre Varenne, Mauricet et Serge Veber, musique de Mitty Goldin, René Mercier et Raoul Moretti, théâtre des Capucines
- 1948 : La Revue joyeuse d'Henri Dumont, Pierre Varenne et Saint-Granier, musique de Mitty Goldin et René Mercier, ABC
- 1948 : Pommes d'amour de Pierre Varenne et Saint-Granier, musique de Louiguy, théâtre des Variétés

### Écrits
- Cité intérieure, 1913
- Sylvette ou le Devoir domestique, L. Wolf, Rouen, 1917
- Le Bon Gros Saint-Amant, 1594-1661, Lecerf Fils, Rouen, 1917
- Une heure de musique avec Théodore Botrel, éditions Cosmopolites, Paris, 1930
- Le Ver dans le fruit, roman, 1949

## Distinctions
- Chevalier de la Légion d'honneur (1936)[8]